# Josep Talleda i Andreu
Josep Talleda i Andreu (Sant Hilari Sacalm, 18 de juny de 1941 - Consorci Sanitari de Terrassa, Terrassa, 22 de novembre de 2012), conegut pel sobrenom d'Espereu-me, fou un assassí i agressor sexual d'infants català, presumptament assassí en sèrie. Fou condemnat dues vegades a presó per assassinat, i se li atribueixen dues morts més que no s'han pogut confirmar. L'any 2012, ja malalt, va ser traslladat de la presó de Can Brians, on complia condemna, a un centre hospitalari penitenciari de Terrassa, on va morir el 22 de novembre de 2012 als 71 anys.
Als anys noranta, fou condemnat a vint anys de presó per donar mort a una nena de 14 anys, Montse Ávila, la nit de l'11 de juliol de 1987 a Sant Hilari Sacalm. Montse freqüentava el taller de Talleda, atreta pels seus regals, i allà ell n'abusava sexualment. El cos sense vida de la petita havia estat trobat al voral d'una carretera prop del poble, amb clars signes de violència. L'any 2001, va sortir en llibertat.
El 20 d'abril de 2003, es va trobar el cos sense vida de Vjolka Papa "Ana", una prostituta albanesa de 22 anys, al riu Güell al seu pas per Girona, en posició fetal i dins d'una bossa. Poc abans, Talleda havia denunciat a comissaria una agressió cap a ell per part de Rudolf, la parella d'Ana, amb qui Talleda mantenia una relació. Tanmateix, les contradiccions i les ferides d'arma blanca a la mà van convertir-lo en sospitós de la mort de la jove. Al pis de Talleda es van trobar nombroses restes de sang de Vjolka Papa, així com cordes i bosses de plàstic idèntiques a la que s'havien trobat amb el cadàver. Es va determinar que Talleda havia matat Papa el dia 1 d'abril i n'havia guardat el cos a un congelador fins al dia 19, quan va llençar el cadàver al riu. Va ser condemnat a 15 anys de presó per assassinat.
Sense condemnar, se li solen atribuir dos assassinats més. El primer, el d'una dona de Sant Hilari Sacalm, Francesca Boix, que va desaparèixer sense deixar rastre l'any 1978. El que desperta les sospites és que la germana de Montse Ávila, la nena assassinada, recordava que ella i la seva germana anaven sovint amb Talleda al pantà de Susqueda, on els feia resar i dipositar unes flors. D'altra banda, l'any 2003, es va poder identificar el cos de María Teresa Rubio, trobat sense vida el 2001 a Vilanova del Vallès, prop d'on Talleda treballava. Rubio era la parella del company de cel·la de Talleda, el qual li havia demanat a Talleda que aprofités els seus permisos penitenciaris per acompanyar amb cotxe la seva dona a fer uns encàrrecs. Josep Talleda fou l'última persona amb qui María Teresa Rubio es va veure en vida abans de desaparèixer l'11 de gener de 2001. Tanmateix, el cas havia estat arxivat per falta de cadàver.